# Światowy Dzień Bezpieczeństwa i Ochrony Zdrowia w Pracy
Światowy Dzień Bezpieczeństwa i Ochrony Zdrowia w Pracy (ang. World Day for Safety and Health at Work) – święto obchodzone corocznie 28 kwietnia, proklamowane w 2003 roku przez Międzynarodową Organizację Pracy we współpracy ze Światową Organizacją Zdrowia oraz Międzynarodową Konfederacją Związków Zawodowych (ITUC).
Dzień ten w 19 krajach został oficjalnie uznany przez rządy.
Święto to, obserwowane przez ILO od 2001 roku, nawiązuje bezpośrednio do organizowanego i koordynowanego święta przez ruch związkowy ITUC,  Międzynarodowego Dnia Pamięci Ofiar Wypadków przy Pracy i Chorób Zawodowych.

## Znaczenie
Obchody Dnia mają na celu zwrócenie szczególnej uwagi na stałe i kompleksowe działania w sferze poprawy warunków bezpieczeństwa osób pracujących i ochrony zdrowia w pracy. Są również chwilą, aby upamiętnić ofiary wypadków przy pracy.

## Obchody w Polsce
W Polsce święto obchodzone jest od 2003 roku na mocy uchwały Sejmu RP.
Uchwała Sejmu Rzeczypospolitej Polskiej nawiązuje bezpośrednio do akcji MOP na rzecz poprawy warunków pracy.

## Międzynarodowy Dzień Pamięci Ofiar Wypadków przy Pracy
Międzynarodowy Dzień Pamięci Ofiar Wypadków przy Pracy (ang. International Commemoration Day for Dead and Injured Workers, ICD), został ustanowiony przez ITUC w 1996 roku.